# Leschenaultia schineri
Leschenaultia schineri là một loài ruồi trong họ Tachinidae.